# Zlecenie (opowiadanie)
Zlecenie (oryg. fr. Le Message) – nowela Honoriusza Balzaka wydana po raz pierwszy w 1832. Wchodzi w skład Scen z życia prywatnego cyklu Komedia ludzka.

## Czas powstania utworu
Zlecenie Balzac napisał w Paryżu w styczniu 1832 roku. Opowiadanie po raz pierwszy ukazało się w „Revue des Deux Mondes” z 15 lutego 1832 roku. Jeszcze w tym samym roku zostało wydane pod tytułem Le Conseil, wraz z opowiadaniem La Grande Bretèche w trzecim tomie Scen z życia prywatnego. W 1833 i 1839 roku Balzac umieścił je w pierwszym i drugim wydaniu Scen z życia prowincji. W pierwszym wydaniu Komedii ludzkiej w 1842 roku znalazło się w drugim tomie, ponownie wśród Scen z życia prywatnego.

## Treść
Dwaj młodzi ludzie podróżują dyliżansem z Paryża do Moulins, siedząc na imperiałce (wierzch dyliżansu pocztowego lub omnibusu konnego z miejscami pasażerskimi). Po drodze rozmawiają o swoich kochankach. Jeden z nich ginie w podróży przygnieciony przez dyliżans. Przed śmiercią zleca towarzyszowi podróży, by odniósł korespondencję jego Julii (hrabinie de Montpersan) wraz z wiadomością o jego śmierci. Przybywszy do Montpersan narrator stara się możliwie delikatnie spełnić powierzoną mu misję. Hrabina wpada w rozpacz, nie pojawia się potem na obiedzie. Narrator wraz ze służbą znajduje ją rozpaczającą w ogrodowej szopie. W nocy hrabina prosi narratora o opowiedzenie ostatnich chwil życia ukochanego i odbiera pakiet swojej korespondencji. Spostrzegłszy, że jej posłaniec nie ma za co wrócić do Paryża, powierza mu zadanie do wykonania w Paryżu wraz z pieniędzmi na podróż.

## Osoby występujące w utworze
- hrabina de Montpersan – jej kochanek nazywa ją „Julią”. Ma około trzydziestu lat.
- narrator – młody, niedoświadczony i niezbyt zamożny człowiek, stawiający pierwsze kroki w życiu[3].

## Cechy utworu
Nowela wymyka się w pewnym sensie opowiadającemu. Połączona w pewnym momencie z La Grande Bretèche, aby zilustrować Radę (Le Conseil) daną w przypadku zdrady, nie jest w stanie przekonać słuchacza. Nic mniej nie przypomina opowieści z morałem mówi „właścicielka gospody” (pierwsza komentatorka utworu), a „młoda grubaska” dodaje: morał z tej historii taki, że nie powinniśmy podróżować na imperiałce. Narrator Le Conseil nazywa tę opowieść przerażającą tragedią domową. Ponieważ nic nie dzieje się w finale, nic nie jest ostatecznie powiedziane, utwór może być odczytywany wieloznacznie jako opowieść o pragnieniu opowiadania, o pragnieniu miłości, o pragnieniu w ogóle.